# Chukrasia tabularis
Chukrasia es  un género monotípico de árboles  pertenecientes a la familia Meliaceae. Su única especie: Chukrasia tabularis es originaria de Asia.

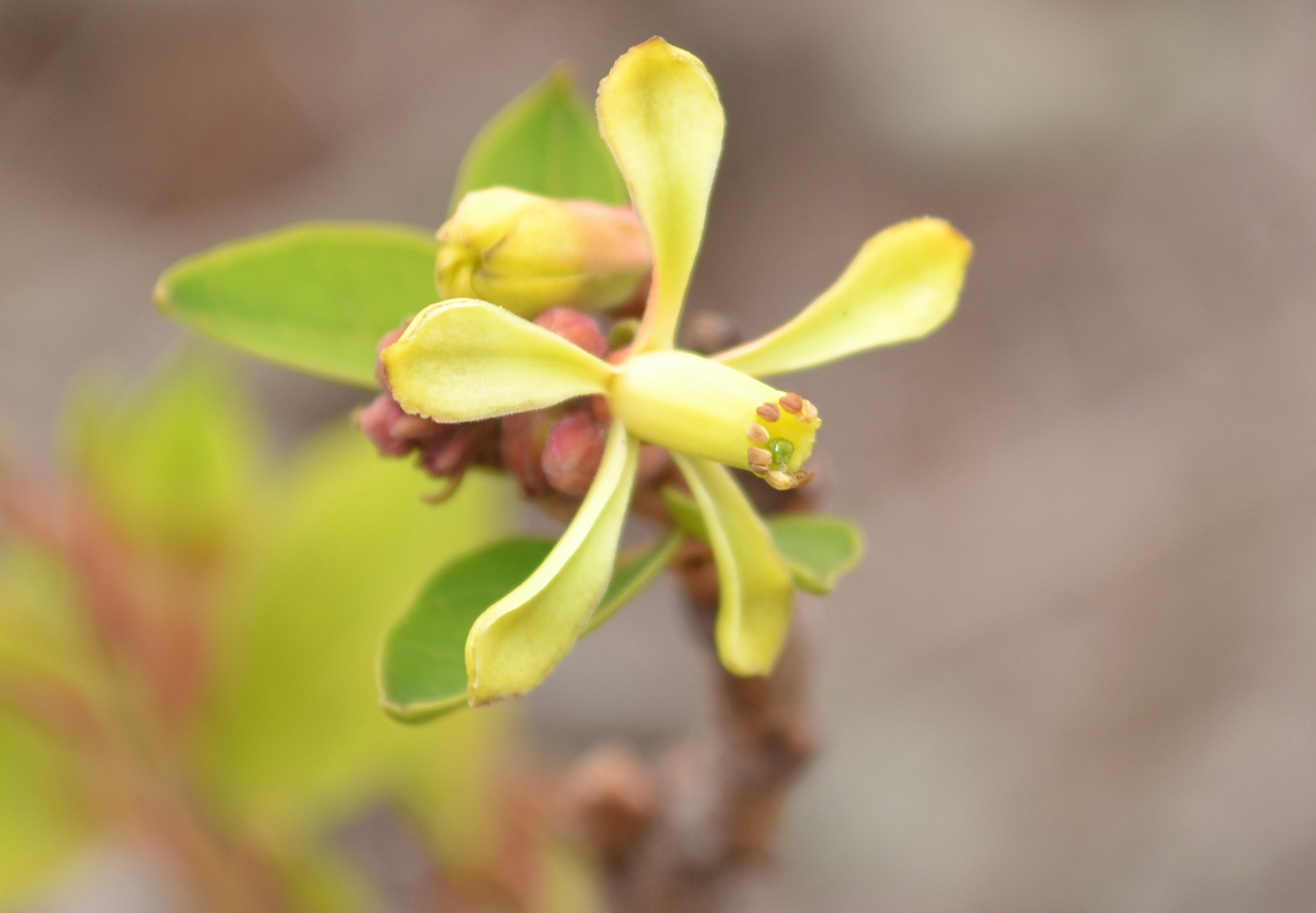
Detalle de la flor

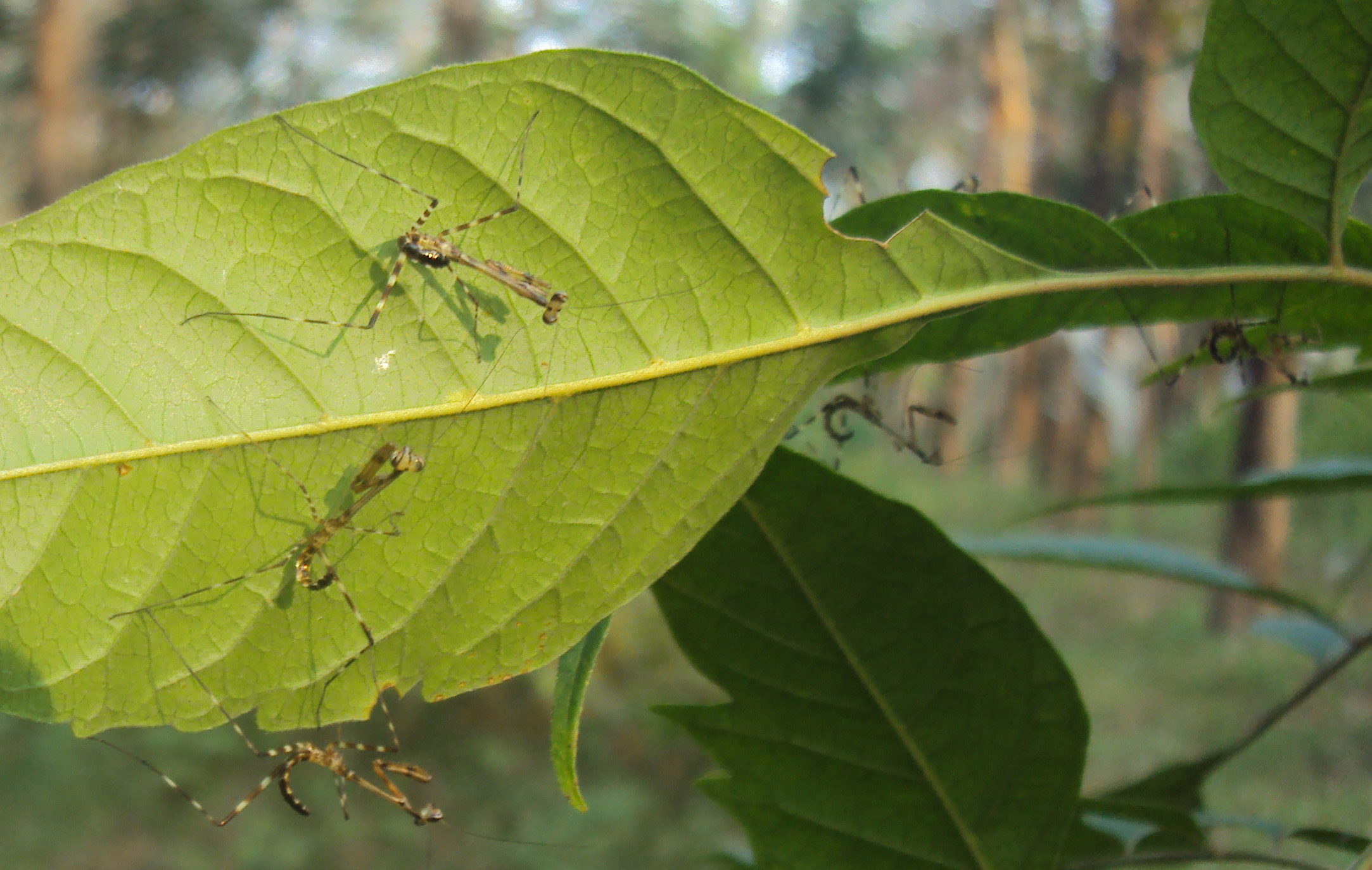
Hojas

## Descripción
Es un árbol de hoja caduca grande. Hojas pinnadas, bi-o tri-pinnadas, de 15-45 cm de largo; foliolos 10-24, ovados, de 4-13 cm de largo, agudas a acuminadas, enteras, pubescentes oblicuo, la superficie inferior. Las inflorescencias en panículas más cortas que las hojas. Cáliz de 2 mm de largo. Pétalos linear-oblongas a espatuladas, de 12 mm de largo, 5-6 mm de ancho, cremoso. Tubo de anteras 10-dentada. Ovarios alargados, peludo, 3-5-locular. Cápsula de 2.5-4 cm de largo, generalmente de 3 válvulas, ovoide, leñosa. Muchas semillas, de 3 cm de largo, a grandes alas.

## Distribución
Se distribuye por Birmania, Ceilán, islas Andamán, Malasia, China, India y Pakistán Oriental y Occidental.

## Usos
La "madera del árbol de Chittagong" proporciona valiosa madera para hacer muebles, madera contrachapada, para talla y el trabajo de tablones de madera de vagones de ferrocarril. Una goma amarillo transparente se obtiene de ella y la corteza es astringente  medicinal.

## Taxonomía
Chukrasia tabularis fue descrita por Adrien-Henri de Jussieu y publicado en Mémoires du Muséum d'Histoire Naturelle 19: 251, pl. 22. 1830.
Sinonimia
- Chickrassia nimmonii J. Graham ex Wight
- Chickrassia tabularis Wight & Arn.
- Chickrassia velutina M. Roem.
- Chukrasia chickrassa (Roxb.) J.Schultze-Motel
- Chukrasia nimmonii Graham ex Wight
- Chukrasia trilocularis (G.Don) M.Roem.
- Chukrasia velutina M.Roem.
- Chukrasia velutina (M. Roem.) C. DC.
- Dysoxylum esquirolii H.Lév.

var. velutina King
- Plagiotaxis velutina Wall.